# シーウォーク
シーウォーク (C-Walk) またはクリップウォーク (Crip Walk) は、ロサンゼルス (LA) のギャング Crips が敵対ギャングに勝利した時に行うダンス様ステップ。
C-Walk の“C”は Crips を表す。ウエスト・コースト・ヒップホップのリズムに合わせ、倒した相手の血をつま先に採り“C”の文字を地面に描いたことに始まる。ダンスステップの一部として取り入れられることも多い。LAのラッパーで Westside Connection のメンバーである“W.C”がウェストコーストマナーサウンドとともにライブなどで広めた。
日本でもスタイル重視のダンスとしても捉えられ、ウェストコーストヒップホップ愛好家らで定番化しているが、アメリカは C-Walk が元になり傷害事件などへ発展する事例も多く、地域、規則により C-Walk ステップを禁止する所もある。C-Walk を広めたとされるスヌープ・ドッグらは「C-Walk は CRIPS だけのステップ」と公言している。